# Wierzchucin Królewski (gromada)
Wierzchucin Królewski – dawna gromada, czyli najmniejsza jednostka podziału terytorialnego Polskiej Rzeczypospolitej Ludowej w latach 1954–1972.
Gromady, z gromadzkimi radami narodowymi (GRN) jako organami władzy najniższego stopnia na wsi, funkcjonowały od reformy reorganizującej administrację wiejską przeprowadzonej jesienią 1954 do momentu ich zniesienia z dniem 1 stycznia 1973, tym samym wypierając organizację gminną w latach 1954–1972.
Gromadę Wierzchucin Królewski z siedzibą GRN w Wierzchucinie Królewskim utworzono – jako jedną z 8759 gromad na obszarze Polski – w powiecie bydgoskim w woj. bydgoskim, na mocy uchwały nr 24/3 WRN w Bydgoszczy z dnia 5 października 1954. W skład jednostki weszły obszary dotychczasowych gromad Wierzchucin Królewski, Wiskitno, Krąpiewo i Łąsko Małe ze zniesionej gminy Wierzchucin Królewski w tymże powiecie. Dla gromady ustalono 23 członków gromadzkiej rady narodowej.
31 grudnia 1959 do gromady Wierzchucin Królewski włączono obszar zniesionej gromady Łukowiec (bez wsi Drzewianowo), wieś Łąsko Wielkie ze zniesionej gromady Buszkowo, wsie Huta i Osiek ze zniesionej gromady Sitowiec oraz wieś Byszewo i osadę Stefanowo ze zniesionej gromady Salno w tymże powiecie.
Gromada przetrwała do końca 1972 roku, czyli do kolejnej reformy gminnej.